# 荷馬·布希
荷馬·賈爾斯·布希（英語：Homer Giles Bush，1972年12月12日—），前美國職棒大聯盟內野手，主要守備位置是二壘手；投球和打擊的慣用手都是右手。他曾經在大聯盟打了7個球季；從1997年至2002年及2004年，分別效力於紐約洋基、多倫多藍鳥和佛羅里達馬林魚隊。布希是紐約洋基擊敗聖地牙哥教士隊，獲得1998年世界大賽冠軍的陣中成員之一。

## 高中美式足球明星
布希曾就讀伊利諾州東聖路易斯的東聖路易斯高中，是學校美式足球隊中一名出色的外接員；記者凱文·霍里根所著《適得其所的英雄》一書中經常提到他。這本書詳細介紹1989年至1990年東聖路易斯飛行員隊的足球計畫、與執教的鮑勃·香農教練所取得的卓越成就。書中處處提到布希是個討人喜歡的人，更是球隊的「關鍵」球員。
目前他仍然是伊利諾州立高中的生涯紀錄保持人，創下單季最多達陣得分與接球碼數；還名列伊利諾州高中足球世紀球隊的球員名單中。
高中畢業後，布希被密蘇里大學招募為接球員；但他最終選擇棒球做為職業。

## 小聯盟生涯
1991年美國職棒大聯盟選秀會，布希在第7輪被聖地牙哥教士隊選中；6月7日，他與教士隊簽下合約。布希首先從小聯盟新人聯盟中亞利桑那聯盟的亞利桑那聯盟教士隊起步，繳出打擊率3成23的成績。1992年，他升上1A南大西洋聯盟的查爾斯頓彩虹隊，但是打擊率只有2成34。1993年，布希效力1A中西聯盟的滑鐵盧鑽石隊，繳出打擊率3成22、安打152支和盜壘39次的優異成績，並獲得「教士隊小聯盟年度最佳球員」。這年冬季，他還到澳洲棒球聯盟的布里斯本俠盜隊打球（1989年創立、而非2010年重新成立的澳洲棒球聯盟），以打擊率3成64拿下打擊王及聯盟最有價值球員。
1994年，布希分別效力2個球隊；他在高階1A加利福尼亞聯盟的倫秋庫卡蒙佳地震隊繳出打擊率3成35的成績，而2A德州聯盟的威奇托牧馬人隊的打擊率則是2成98。這個球季，布希同樣利用休賽季到澳洲棒球聯盟的布里斯本俠盜隊打球。1995年，他在新加入教士隊小聯盟系統2A南方聯盟的曼非斯小雞隊有著打擊率2成80、盜壘34次的表現。1996年，布希升上3A太平洋岸聯盟的拉斯維加斯之星隊，在腿骨折之前共出賽32場，打擊率高達3成62。

## 大聯盟生涯

### 紐約洋基
1997年4月22日，教士隊將布希、小聯盟球員戈登·阿默森（Gordie Amerson）和日後指定球員交易到紐約洋基隊，換來外野手魯本·李維拉、投手拉斐爾·梅迪納和300萬美元。最後，教士隊再將日後指定球員的日本籍投手伊良部秀輝及小聯盟球員弗農·麥斯威爾（Vernon Maxwell）送到洋基隊，完成這筆球員交易。他加入洋基隊後，一開始待在3A國際聯盟的哥倫布快艇隊。1997年8月16日，24歲的布希首度升上大聯盟；8局下半接替隊友達里爾·斯塔比雷上場代跑，但沒有打擊機會。首次上場打擊是在8月19日面對安那罕天使隊，6局上半接替第一棒德瑞克·基特上場代打，2個打數沒有安打，洋基隊也以4比12慘敗給天使隊。他在新人球季出賽10場，11個打數敲出4支安打，繳出打擊率3成64、打點3分的成績。
1998年，布希開季就進入洋基隊正式名單中。8月26日，5局下半面對安那罕天使隊先發投手史提夫·斯帕克斯，轟出一支三分全壘打，也是生涯首轟，幫助球隊以7比6險勝對手。他整季僅出賽45場，卻有著打擊率3成80、盜壘6次的出色表現。這個球季，洋基隊在季後賽勢如破竹，最終以4勝0負橫掃聖地牙哥教士隊獲得1998年世界大賽冠軍，布希也是當時成員之一。1999年2月18日，洋基隊將他、投手大衛·威爾斯和投手格雷姆·勞埃德交易到多倫多藍鳥隊，以換取賽揚獎名投羅傑·克萊門斯。

### 多倫多藍鳥
從1999年到2002年5月，布希一直在藍鳥隊打球。1999年球季是他的生涯年，整季出賽128場，繳出打擊率3成20、安打155支、打點55分和盜壘32次的優秀成績，各項數據幾乎都是生涯最佳。2000年球季，布希因為髖關節受傷而表現下滑；出賽76場，打擊率只有2成15。2001年，他的打擊率又回升至3成06。但在2002年球季，前23場比賽布希的打擊率僅有2成31；5月10日，他遭到藍鳥隊釋出。布希效力藍鳥隊4個球季，總計繳出打擊率2成83、全壘打10支、打點102分和盜壘56次的成績。

### 佛羅里達馬林魚
2002年5月20日，布希與佛羅里達馬林魚隊簽約；一直到9月1日遭到馬林魚隊釋出前，他的打擊率只有2成22。2002年12月13日，聖地牙哥教士隊與布希簽約；2003年2月24日，新球季開打前，他就遭到教士隊釋出。整個2003年球季，布希都為髖關節的傷勢復發所苦，不得不專心養傷。

### 再回紐約洋基
2003年12月20日，恢復健康的布希與前東家洋基隊簽約；但是2004年球季大多數時間都待在3A的哥倫布快艇隊，他在大聯盟有限的上場時間裡，7個打數沒有打出任何安打，只獲得1次觸身球。球季結束後，布希成為自由球員；不過洋基家隨即再與他簽訂新的合約。2005年球季，布希受邀參加春訓；然而，髖關節的傷勢再次復發，他自願退出春訓，並且宣布退休。

## 職棒生涯成績
| 年度 | 球隊 | 場次 | 打席 | 打數 | 得分 | 安打 | 二壘打 | 三壘打 | 全壘打 | 打點 | 盜壘 | 四壞 | 三振 | 打擊率 | 上壘率 | 長打率 |
| 1997 | NYY  | 10   | 11   | 11   | 2    | 4    | 0      | 0      | 0      | 3    | 0    | 0    | 0    | .364   | .364   | .364   |
| 1998 | NYY  | 45   | 78   | 71   | 17   | 27   | 3      | 0      | 1      | 5    | 6    | 5    | 19   | .380   | .421   | .465   |
| 1999 | TOR  | 128  | 523  | 485  | 69   | 155  | 26     | 4      | 5      | 55   | 32   | 21   | 82   | .320   | .353   | .421   |
| 2000 | TOR  | 76   | 325  | 297  | 38   | 64   | 8      | 0      | 1      | 18   | 9    | 18   | 60   | .215   | .271   | .253   |
| 2001 | TOR  | 78   | 291  | 271  | 32   | 83   | 11     | 1      | 3      | 27   | 13   | 8    | 50   | .306   | .336   | .387   |
| 2002 | TOR  | 23   | 83   | 78   | 9    | 18   | 2      | 0      | 1      | 2    | 2    | 2    | 12   | .231   | .268   | .295   |
| 2002 | FLA  | 40   | 58   | 54   | 7    | 12   | 0      | 0      | 0      | 5    | 2    | 3    | 13   | .222   | .263   | .222   |
| 2002 | 合計 | 63   | 141  | 132  | 16   | 30   | 2      | 0      | 1      | 7    | 4    | 5    | 25   | .227   | .266   | .265   |
| 2004 | NYY  | 9    | 8    | 7    | 2    | 0    | 0      | 0      | 0      | 0    | 1    | 0    | 2    | .000   | .125   | .000   |
| 7年  | 7年  | 409  | 1377 | 1274 | 176  | 363  | 50     | 5      | 11     | 115  | 65   | 57   | 238  | .285   | .324   | .358   |

## 出版作品
| 年份   | 書名                                                                    | 作者      | 出版社           | ISBN               |
| 2015年 | Hitting Low in the Zone: A New Baseball Paradigm （页面存档备份，存于） | 荷馬·布希 | Paige1Publishing | ISBN 9781937250775 |

## 外部連結
- 球員資訊和成績在MLB，ESPN，Retrosheet ，Baseball Reference ，Baseball Reference (Minors) ，Fangraphs，The Baseball Cube （英文）
- Official Website
- Book Website （页面存档备份，存于）